# Marco Cassoli

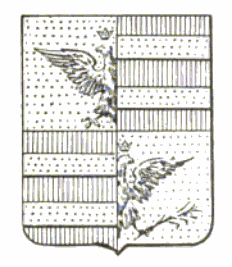
Stemma Cassoli

Marco Cassoli (... – Venezia, 1172) è stato un criminale italiano. Detto anche "Casulo" fu un assassino veneziano il cui nome compare nelle fonti solo quasi mezzo millennio dopo l'omicidio. Ciò che si può considerare certo è che il 28 maggio 1172 il doge Vitale II Michiel fu ferito così gravemente con un'arma fuori dal Palazzo Ducale  presso il vicino monastero di San Zaccaria mentre fuggiva da una folla inferocita e che morì davanti o dentro il monastero. Le fonti descrivono il processo in modo altamente contraddittorio. Anche le circostanze e l'ora dell'esecuzione di Casulo vengono presentate contraddittorie. Solo da recenti ricerche si è venuti a conoscenza di Casulo, detto anche "Marcus Casuol", che probabilmente proveniva da una delle famiglie più importanti di Venezia. Vitale II Michiel divenne il primo doge assassinato a Venezia.

## Biografia

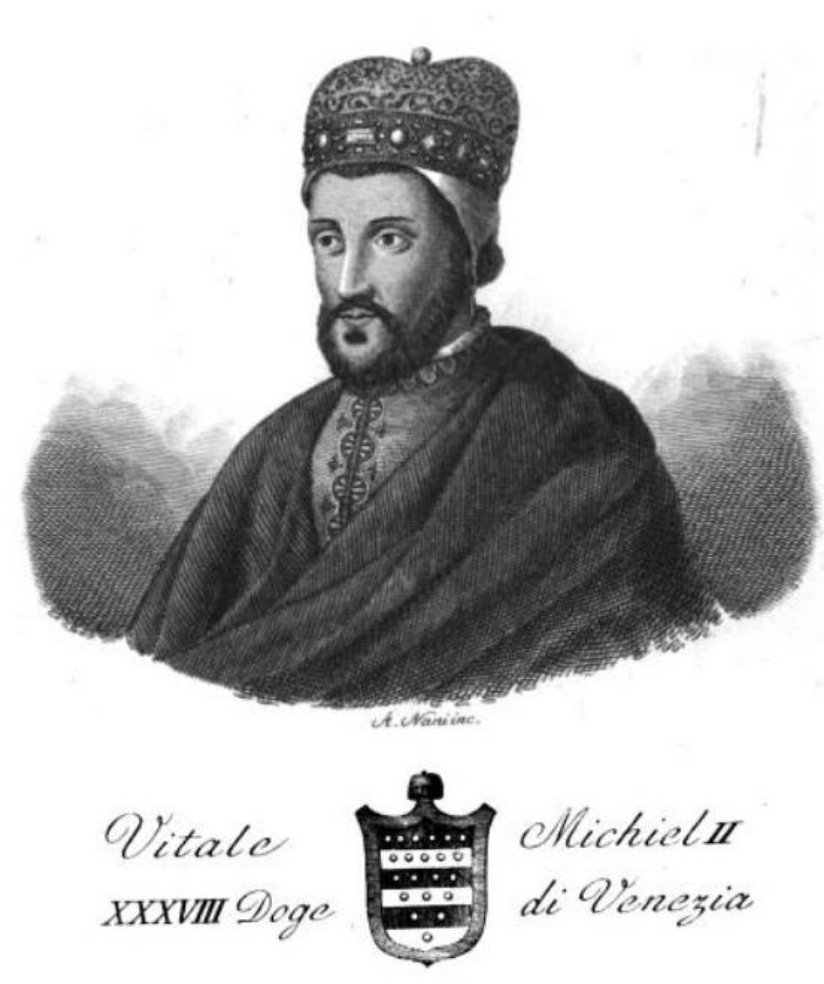
Il doge Vitale II Michiel

Nel marzo 1171, l'imperatore bizantino Manuele I Comneno fece arrestare tutti i mercanti di Venezia, migliaia dei quali avevano sede a Costantinopoli, dopodiché i consigli veneziani forse spinsero il doge in guerra. Tuttavia, la spedizione punitiva si trasformò in una debacle. Mentre si svolgevano pesanti saccheggi e lunghe trattative, tra gli equipaggi scoppiò un'epidemia - non si sa di quale malattia si trattasse - che uccise diverse migliaia di uomini sulle navi. Altre migliaia caddero vittime della malattia mortale portata dalla flotta di ritorno a Venezia.
I consigli ora attribuivano tutta la colpa al doge personalmente e forse aizzavano il popolo contro di lui. Durante l'assemblea popolare a Palazzo Ducale, nella quale Vitale Michiel volle giustificarsi, il doge in fuga fu assassinato nella strada vicino a San Zaccaria il 28 maggio 1172. A seconda della fonte, "Casulo" fu arrestato e processato subito dopo il delitto, o solo mesi dopo, quando era in carica il nuovo doge Sebastiano Ziani. Fu quindi condannato a morte e giustiziato alla fine di maggio/inizio giugno o alla fine di settembre del 1172.
L'atto di "Casulo" fece sì che il sistema di elezione del doge, fino ad allora basato sull'assemblea popolare, venisse sostituito da un complicato sistema elettorale, che aggiunse progressivamente elementi aleatori per impedire il predominio delle singole famiglie. Inoltre, ciò ha evitato i tumulti che si erano verificati più volte nelle assemblee popolari in cui i partiti cercavano di far passare il loro candidato.